# Ferrari F1-2000

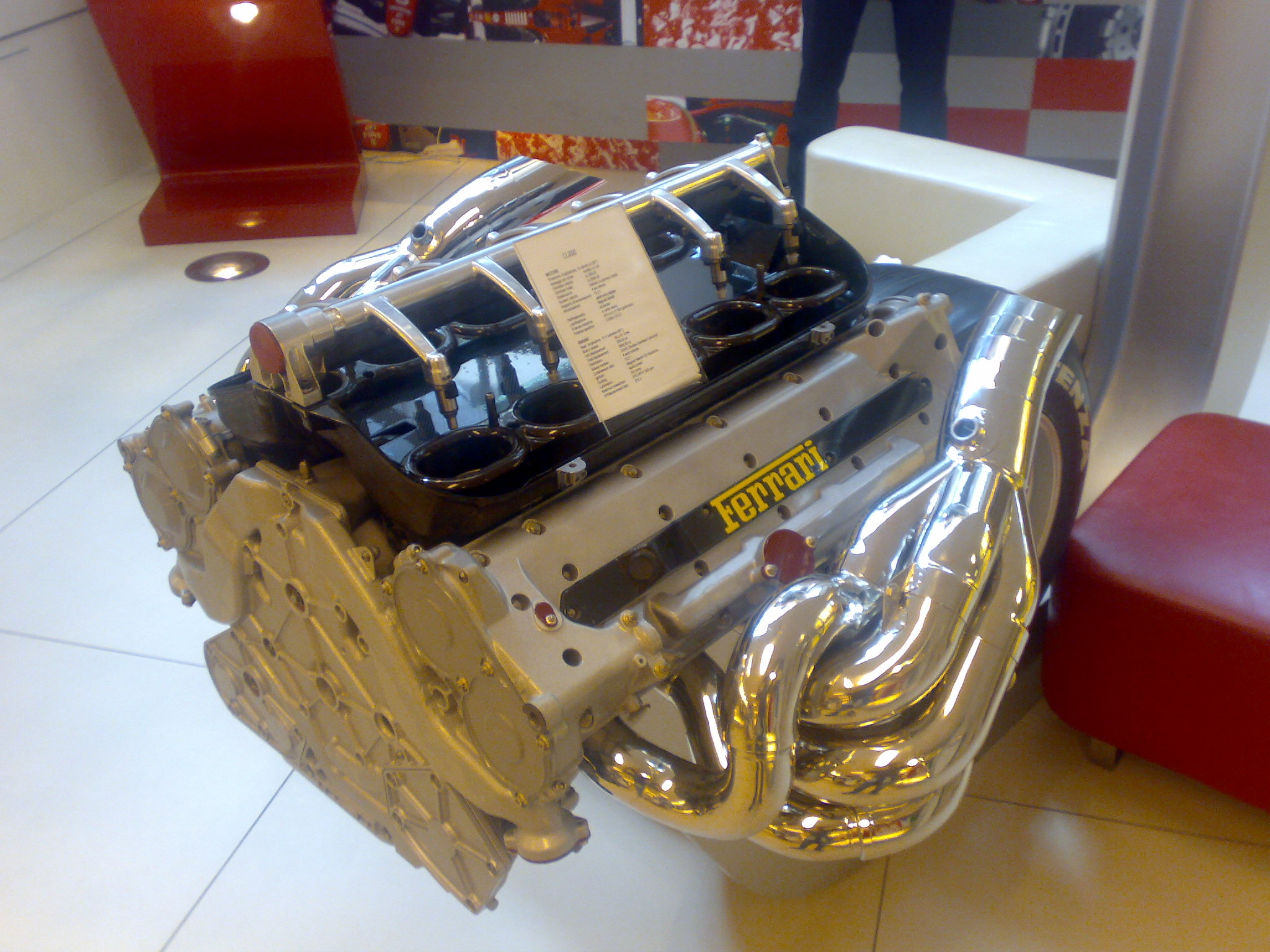
Motor Ferrari 049

Ferrari F1-2000 byl monopost stáje Ferrari určený pro seriál mistrovství Formule 1 v roce 2000. S tímto modelem se Ferrari podařilo po dlouhé době (od roku 1979) získat titul mistra světa, zároveň se i podařilo získat první místo v Poháru konstruktérů. Interní označení vozu je 651.

## Popis
Tento monopost navržený Rorym Byrneem byl 47. modelem stáje Ferrari ve Formuli 1, jeho design navazoval na design vozu Ferrari F300 a Ferrari F399 z roku 1999. Byl vybaven desetiválcovým motorem, označeným 049, s obsahem 2996.62 cm³, který disponoval výkonem mezi 770 až 850 bhp. Motor ovládala poloautomatická rychlostní převodovka, která byla k motoru připojena příčně a tak pomáhala rozložit váhu. Motor ani převodovka se od předchozí sezóny téměř nezměnily. Výraznou změnou prošla aerodynamika vozu a výrazný posun dopředu znamenala zvýšená spolehlivost. Ferrari nemělo rychlejší ani jinak lepší vůz než favorizovaný McLaren a proto bylo jeho celkové vítězství překvapením.

## Technické údaje
- Délka: 4 387 mm
- Šířka: 1 795 mm
- Výška: 959 mm
- Váha: 600 Kg (včetně pilota, vody a oleje)
- Rozchod kol vpředu: 1 490 mm
- Rozchod kol vzadu: 1 405 mm
- Rozvor: 3 010 mm
- Převodovka: Ferrari L 7stupňová poloautomatická sekvenční s elektronickou kontrolou.
- Tlumiče:
- Brzdy: Brembo
- Motor: tipo 049
  - V10 90°
  - Zdvihový objem: 2 997 cm³
  - Výkon 770cv/? otáček
  - Vrtání: ? mm
  - Zdvih: ? mm
  - Ventily: 40
  - Mazivo: Shell
  - Palivo: Shell
  - Váha: >95 kg
  - Vstřikování Magneti Marelli
  - Palivový systém Magneti Marelli
- Pneumatiky: Bridgestone

## Statistika
- 17 Grand Prix
- 10 vítězství
- 10 pole positions
- 4x nejrychlejší kolo
- 170 bodů (Michael Schumacher – 108, Rubens Barrichello 62)
- 21x podium
- 14x 1. řada

## Výsledky v sezoně 2000
| Legenda k tabulce | Legenda k tabulce                                                                       |
| Barva             | Výsledek                                                                                |
| ----------------- | --------------------------------------------------------------------------------------- |
| Zlatá             | Vítěz                                                                                   |
| Stříbrná          | 2. místo                                                                                |
| Bronzová          | 3. místo                                                                                |
| Zelená            | Bodované umístění                                                                       |
| Modrá             | Nebodované umístění                                                                     |
| Modrá             | Dokončil neklasifikován (NC)                                                            |
| Fialová           | Odstoupil (Ret)                                                                         |
| Červená           | Nekvalifikoval se (DNQ)                                                                 |
| Červená           | Nepředkvalifikoval se (DNPQ)                                                            |
| Černá             | Diskvalifikován (DSQ)                                                                   |
| Bílá              | Nestartoval (DNS)                                                                       |
| Bílá              | Závod zrušen (C)                                                                        |
| Světle modrá      | Pouze trénoval (PO)                                                                     |
| Světle modrá      | Páteční testovací jezdec (TD)                                                           |
| Bez barvy         | Netrénoval (DNP)                                                                        |
| Bez barvy         | Vyřazen (EX)                                                                            |
| Bez barvy         | Nepřijel (DNA)                                                                          |
| Bez barvy         | Odvolal účast (WD)                                                                      |
| Bez barvy         | Nezúčastnil se (prázdné)                                                                |
| Označení          | Význam                                                                                  |
| Tučnost           | Pole position                                                                           |
| Kurzíva           | Nejrychlejší kolo                                                                       |
| †                 | Jezdec nedojel do cíle, ale byl klasifikován, protože odjel více než 90 % délky závodu. |
| ‡                 | Byl udělován poloviční počet bodů, protože bylo odjeto méně než 75 % délky závodu.      |
| Horní index       | Umístění bodujících jezdců ve sprintu                                                   |

| Rok  | Šasi    | Motor           | Pneu | Jezdci             | 1   | 2   | 3   | 4   | 5   | 6   | 7   | 8   | 9   | 10  | 11  | 12  | 13  | 14  | 15  | 16  | 17  | Body | Pořadí |
| ---- | ------- | --------------- | ---- | ------------------ | --- | --- | --- | --- | --- | --- | --- | --- | --- | --- | --- | --- | --- | --- | --- | --- | --- | ---- | ------ |
| 2000 | Ferrari | Ferrari 049 V10 | B    |                    | AUS | BRA | SMR | GBR | ESP | EUR | MON | CAN | FRA | AUT | GER | HUN | BEL | ITA | USA | JPN | MAL | 170  | 1.     |
| 2000 | Ferrari | Ferrari 049 V10 | B    | Michael Schumacher | 1   | 1   | 1   | 3   | 5   | 1   | Ret | 1   | Ret | Ret | Ret | 2   | 2   | 1   | 1   | 1   | 1   | 170  | 1.     |
| 2000 | Ferrari | Ferrari 049 V10 | B    | Rubens Barrichello | 2   | Ret | 4   | Ret | 3   | 4   | 2   | 2   | 3   | 3   | 1   | 4   | Ret | Ret | 2   | 4   | 3   | 170  | 1.     |